# صومعه میروژسکی

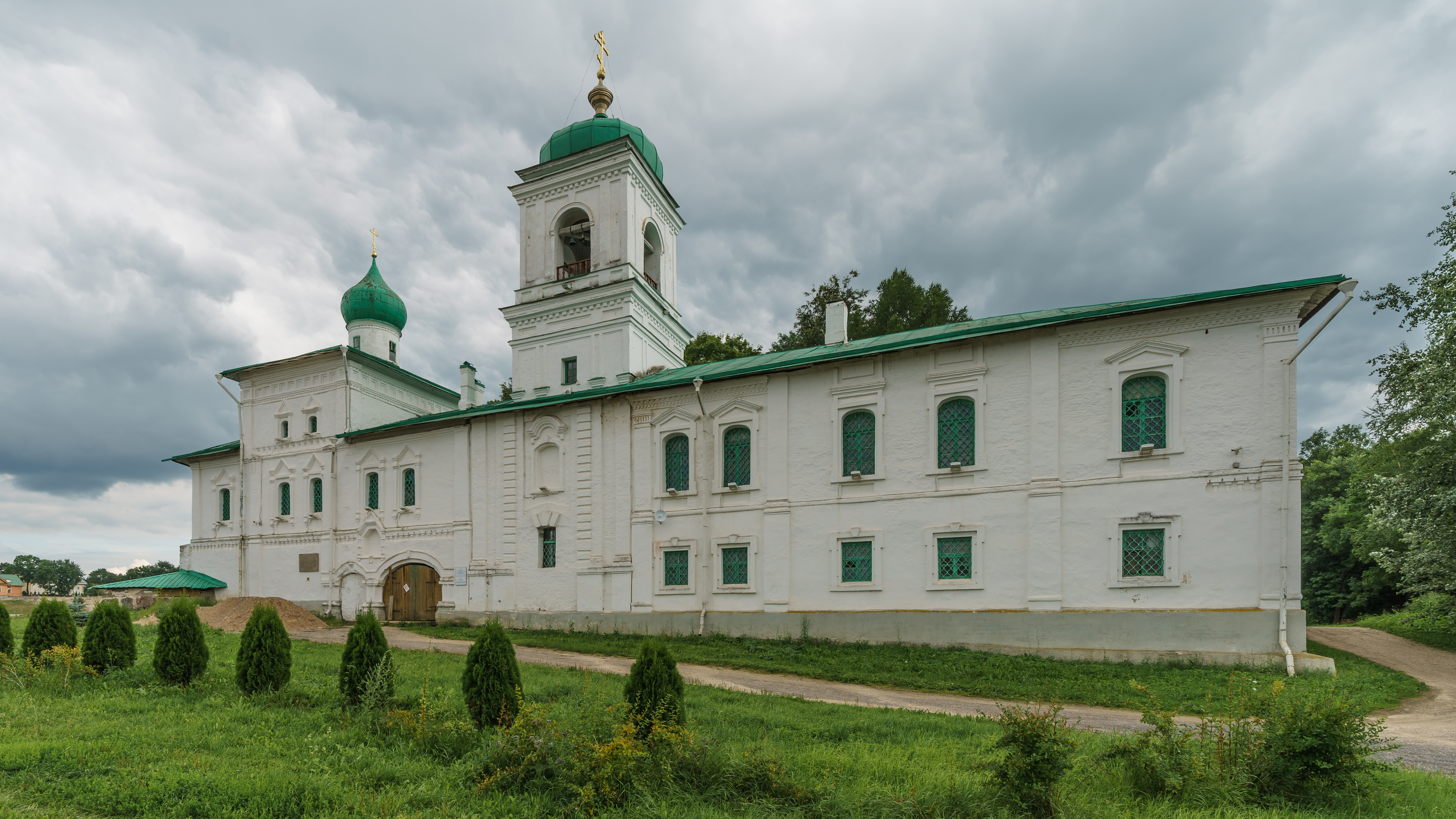
کلیسای سنت استفان و برج ناقوس

صومعه میروژسکی این مجموعه صومعه ارتدوکس روسی مربوط به قرن دوازدهم است که در پسکوف، روسیه واقع شده و به خاطر فرسکوهای چشم‌نوازش شناخته می‌شود. این صومعه در کلیسای تبدیل شکل مسیح قرار دارد. نام صومعه از رودخانه میروژا گرفته شده است، چرا که در محل تلاقی میروژا با رودخانه ولیکایا و در سمت چپ ولیکایا قرار دارد. کاتولیکون این صومعه یکی از دو ساختمان پیش از مغول است که در پسکوف باقی مانده و شامل فرسکوهای قرن دوازدهم است. این صومعه، به همراه کلیسای تبدیل شکل، بخشی از کلیساهای مدرسه معماری پسکوف است که در سال ۲۰۱۹ به عنوان یکی از میراث جهانی شناخته شد.